# T세관
T세관, T소관(T-tubules) 또는 가로세관, 가로소관(transverse tubules)은 근세포의 세포막인 근초가 골격근과 심근의 근세포 중심으로 뚫고 함입되어 있는 구조이다. T세관의 막은 이온 통로, 수송체, 펌프 등의 농도가 높아 세포 내로 활동전위가 빠르게 전달될 수 있도록 한다. 또한 세포의 칼슘 농도를 조절하는 데에도 T세관이 중요한 역할을 한다.
이러한 기전을 통해, T세관은 근소포체에서의 칼슘 방출이 세포 전체에서 동시에 발생하도록 하여 심근세포가 더 강하게 수축할 수 있게 한다. T세관의 구조와 기능은 심근세포의 수축으로 인해 각 박동마다 영향을 받는다. 이는 질병에도 영향을 받는데, 심부전과 부정맥 발생에 기여할 가능성이 있다. T세관 구조가 처음 발견된 것은 1897년이지만, T세관에 대해서는 연구가 현재도 진행 중이다.

## 구조
T세관은 골격근세포나 심근세포 표면의 세포막, 또는 근초와 같은 인지질 이중층에서 형성되는 가는 관 모양 구조이다. 세포 안 깊숙이 닿기 전, T세관은 한쪽 끝에서 근초와 직접 연결되어 세관으로 이루어진 네트워크를 형성한다. 이 네트워크에는 근초와 수직으로 주행하는 부분과 근초에 평행하게 주행하는 부분이 모두 존재한다. 이러한 복잡한 방향성으로 인해, 일각에서는 T세관을 횡행-축성 세관계(transverse-axial tubular system)라고 지칭하기도 한다. T세관의 내부, 또는 내강은 세포 표면으로 열려 있다. 즉, T세관에는 세포를 둘러싸고 있는 액체인 세포외액과 동일한 성분의 액체가 가득 차 있다. T세관을 이루는 막은 단순히 수동적인 연결용 관이 아니며, 매우 능동적으로 물질을 수송한다. T세관 막에 다량 존재하는 단백질로는 L형 칼슘 통로, 나트륨-칼슘 교환체, 칼슘 ATP분해효소, 베타 아드레날린성 수용체가 있다.
T세관은 심방과 심실의 심근세포에서 모두 발견되는데, 이 세포들에서 T세관은 생후 첫 1주일간 발생한다. 대다수 종의 심실 심근세포, 대형 포유류의 심방 심근세포에 T세관이 존재한다. 서로 다른 종들의 심근세포에서 T세관의 직경은 20~450nm 사이이며, 액틴 필라멘트가 세포 안에 붙는 부위인 Z판에 대부분 위치한다. 심장에 존재하는 T세관은 종말수조라는 특정 부위에서 세포내 칼슘의 저장고인 근소포체와 밀접하게 연관되어 있다. 심근에서 T세관과 종말 수조(terminal cisterna)가 이루는 구조를 두동이(diad, 이조체)라고 한다.
골격근세포의 T세관은 심근세포의 T세관보다 3~4배 좁아 그 직경은 20~40nm 사이이다. 일반적으로 마이오신 필라멘트의 양 끝에 위치하는데, 이 부분은 A대와 I대가 겹치는 A-I 접합부이다. 골격근의 T세관은 두 개의 종말수조(terminal cisternae)와 위치적으로 연관되어 있어 세동이(triad, 삼조체)라고 부른다.

### 조절인자
T세관의 모양은 여러 가지 단백질들에 의해 만들어지고, 또 유지된다. 암피피신-2라는 단백질은 BIN1 유전자에 의해 암호화되는데, T세관의 구조를 형성하며 적절할 단백질(특히 L형 칼슘 통로)이 T세관의 막에 위치할 수 있도록 하는 역할을 한다. 정토필린-2는 JPH2 유전자에 의해 암호화되며, T세관의 막과 근소포체 간에 접합부가 형성되는 것을 돕는다. 이는 흥분-수축 결합에 필수적이다. 텔레토닌이라고 하는 티틴 캐핑 단백질은 TCAP 유전자에 의해 암호화된다. 텔레토닌은 T세관의 발생을 도우며, 근육의 성장에 따라 T세관의 수를 늘리는 역할을 할 것으로 추정된다.

## 같이 보기
- 근수축
- 신경근 접합부